# SU-122 (自走砲)
SU-122は、T-34をベースに開発された自走砲。国営第9ウラル重機械工具製造所で、1942年末より生産開始された。
SUとは、キリル文字では「CY」と表記し、「самоходная （артиллерийская） установка サマホードナヤ・（アルティレリイスカヤ・）ウスタノーフカ」（自走砲の意）の頭文字を取ったもの。

## 概要
第二次世界大戦以前のソ連赤軍には、機甲総局が開発担当するAT（砲兵戦車）と、砲兵総局の担当するSU（自走砲）という、二種類の火力支援用戦闘車輌の分類が存在した。前者としてはT-26やBT-7の主砲を76.2mm連隊砲（榴弾砲）に換装したものが作られ、後者としてはT-26の足回りを用い、各種の大砲を搭載したSU-5やSU-6などが開発されたが、いずれも生産数は限定的なものであった。
独ソ戦の最中である1942年10月、砲兵総局は37 mm高射機関砲を搭載した対空自走砲（後のZSU-37）、76.2 mm野砲を搭載した軽自走砲、中戦車ベースの122 mm榴弾砲を搭載した自走砲（後のSU-122）の開発を命じた。これに従いウラル重機械製作工場（UTMZ）と第592工場は、122 mm榴弾砲を搭載した中型自走砲の開発を始めた。そして発注以前から研究されていたこともあり、11月20日には早くもUTMZで試作車U-35が完成、後にSU-122として採用された。
SU-122はその名のとおり、122mm榴弾砲M-30を搭載した自走榴弾砲である。この砲は、発射速度や砲弾初速の遅さゆえに対戦車用としてはあまり向いていない。SU-122は大半がT-34シャーシから作られたが、1944年中に作られた一部の物にはSU-100用に作られたシャーシを使った物もある。近年のロシアからの資料では最終的には1100輌ほどが製作されたという（1943年8月に生産を終え、637輌の生産に留まったとする説もある）。駐退機の装甲カバーが前方に突き出た厳つい形状だが、後に砲をU-11に変更したSU-122M、およびSU-85をベースにして砲をU-6に変更したSU-122-3が試作され、外見が大きく変化した。しかしこれらは試験の結果が思わしくなく不採用となった。またSU-100をベースにし、長大な122mm戦車砲D-25Sを搭載したSU-122Pも試作されたが、やはり採用に至っていない。